# Восемь углов мира под одной крышей
Хакко итиу (яп. 八紘一宇 хакко: итиу, букв. «восемь углов мира под одной крышей») — политический лозунг Японии, ставший популярным во время Второй японо-китайской войны и Второй мировой войны. Был популяризирован премьер-министром Фумимаро Коноэ в его речи 8 января 1940 года. Этот девиз де-факто был идеологическим оправданием агрессии Японии против других народов, подтверждавшим её претензии на мировое господство.

## Концепция
Слоган начал пропагандироваться в XX веке активистом буддистского движения нитирэн Танакой Тигаку, который почерпнул его из частей утверждения в хронике «Нихон сёки», посвящённой легендарному императору Дзимму и времени его правления Японией. Полностью утверждение звучало как «Я соберу восемь углов и сделаю их своим домом» (яп. 八紘を掩うて宇と為さん хакко: о о:утэ иэ то насан, другой вариант записи — 掩八紘而爲宇). Термин «хакко», означавший «восемь углов» (八紘), был метафорой для слова «хаппо» (八方), означавшего «восемь направлений».
Однозначного толкования этого утверждения не было, но Танака трактовал слова Дзимму так, что Японской империи было предначертано расширять свою территориальную экспансию, чтобы объединить весь мир. Хотя Танака считал, что это утверждение основывалось только на морально-лидерских качествах императора, многие из его последователей были ещё более склонны к войне, несмотря на понимание среди интеллектуалов о возможных последствиях дальнейшей националистической пропаганды. Кояма Ивао (1905—1993) предположил, что император собирался просто включить в состав государства какие-то территории или найти место для управления страной. Это толкование отвергли милитаристы.

## Равенство рас и территориальная экспансия
Японцы неоднократно подвергались расовой и национальной дискриминации со стороны Европы и США. В 1919 году Япония внесла предложение о ликвидации расовой дискриминации на Парижской мирной конференции, которое было поддержано большинством представителей, но заблокировано президентом США Вудро Вильсоном за нарушение правил голосования, основанных на принципе большинства. В 1924 году в США был принят Акт об иммиграции, вследствие чего азиаты мигрировали в Маньчжурию. Однако государство Маньчжоу-го не было признано западными странами. 6 декабря 1938 года совет из пяти министров (премьер-министр Фумимаро Коноэ, министр сухопутных войск Сэйсиро Итагаки, министр флота Мицумаса Ёнай, министр иностранных дел Хатиро Арита и министр финансов Сигэаки Икэда), решения которого имели наивысшее значение, принял решение о запрете на выдворение евреев из Маньчжурии, Японии и Китая, следуя принципу равенства рас. Именно поэтому Япония приняла еврейских беженцев, несмотря на возмущение Германии.
На рост националистических настроений, склонность к милитаризму и территориально-политической экспансии в 1930-е годы повлияли финансовый кризис 1927 года в Японии и последствия Великой депрессии. Император Хирохито и его окружение стали ассоциироваться с включением в государственную идеологию и выражения «хакко итиу» как элемента завоевательной политики Японии и убеждений японских националистов. Политики Японии рассматривали морские соглашения по ограничению вооружения, водоизмещения и численности флота 1921 и 1930 годов как серьёзную внешнеполитическую ошибку, а умиротворяющие договоры вызывали негативную реакцию военных: в конце концов, пацифистские усилия гражданских организаций и либеральных партий были подавлены. В течение последующих 10 лет эволюция термина «хакко итиу» служила своеобразной «лакмусовой бумажкой» для проверки отношений Японии с другими странами.
Только в 1940 году в общее употребление вошёл заветный термин: второе правительство Коноэ издало распоряжение «Основы национальной политики» (яп. 基本国策要綱 кихон кокусаку ё:ко:), в начале которого упоминались эти слова «хакко итиу». Премьер-министр Коноэ назвал главной целью национальной политики Японии «установление мира и согласия в соответствии с духом, в котором была основана японская нация» (яп. 「肇国の大精神に基き世界平和の確立を招来すること」). Первым шагом на пути к этому должно было стать установление «нового порядка» в Восточной Азии (яп. 東亜新秩序 то:а син тицуё), что привело к образованию Великой восточноазиатской сферы сопроцветания. В наиболее экспрессивной форме термин «хакко итиу» означал создание универсального братства в «духе ямато». Поскольку это должно было объединить людей под покровительством Императора Японии, применение силы против тех, кто оказывал сопротивление, оправдывалось. 1940 год был назван юбилейным по случаю 2600-летия основания японской государственности, тогда же и прошли мероприятия в честь «хакко итиу».
В 1940-м году, вместе с празднованием 2600-летнего юбилея основания Японской империи, была учреждена соответствующая медаль — «В честь 2600 летия Японской империи». 8 полос на ленте медали олицетворяли «хакко итиу».

## Вторая мировая война
После начала второй японо-китайской войны японское правительство обратилось к пропаганде для поднятия боевого духа всего японского народа. Разразившуюся войну японские власти назвали «священной» (яп. 聖戦 сэйсэн), важной для священных начал японской нации, что привело к печати множества статей о важности боевых действий для судьбы Японии. В 1940 году специально была образована Ассоциация помощи трону для мобилизации нации вокруг монарха и обеспечения достаточной политической поддержки боевым действиям Японии в Китае.
Термин «хакко итиу», раскрывавший всю сущность территориально-политической экспансии Японии и подтверждавший божественное происхождение японского правителя, был распространён благодаря подготовке к празднованию 2600-летия восхождения императора Дзимму на трон, которое выпадало на 1940 год. В статьях публиковались пересказы историй и легенд о Дзимму, который якобы нашёл пять разных народов Японии и сделал их «братьями в одной семье».

### Пропаганда
С декабря 1941 года почти все страны антигитлеровской коалиции находились в постоянной войне с Японией. Союзники выпустили несколько фильмов, обличающих японскую пропаганду и осуждающих стремления японцев захватить весь мир. Термин «хакко итиу» переводился как «вселенское братство», хотя это выражение означало лишь лидерство японцев среди всех народов Азии и равенство японцев западным народам; подразумеваемые выражением расовая гармония и равенство не соответствовали реальности в связи с жестоким обращением японской администрации на оккупированных землях. Невыносимая жестокость и расизм со стороны японцев приводили к тому, что оккупированные народы воспринимали их как ещё большее зло, чем западных капиталистов и империалистов. Японское правительство настаивало, что все экономики занятых японскими войсками стран должны быть переориентированы строго на производство сырья для военных нужд Японии.
С целью доказательства своей правоты и важности своего дела японцы распространяли листовки и призывы с лозунгами «Азия для азиатов!», объясняя это желанием освободить Азию от западных империалистов. В некоторых случаях местное население даже с радостью приветствовало японцев как освободителей от британской или французской оккупации. После завершения Второй мировой войны проигравшие милитаристы списали своё поражение на то, что британцы и американцы постоянно помогали странам Восточной и Юго-Восточной Азии, умолчав о том, что Китай получил значительную помощь от СССР.

### Отношение союзников
«Хакко итиу» стал термином, обозначающим стремление объединить мир под единым правлением. Хотя в оригинале подразумевалось наступление мира и гармонии между всеми народами и всеми людьми, японская пропаганда извратила этот термин, сделав его эвфемизмом для захвата мира. Реализовать эту идеологию должно было правление императора при приложении максимума усилий и проявлении лояльности японцев к императору. По ходу войны и в послевоенные годы под этим термином стали подразумевать стремление захватить весь мир путём ведения открытой агрессивной войны с нарушениями всех правил ведения боевых действий.

## Исторический ревизионизм
После окончания войны памятник «Хакко итиу» не был снесён, а был переименован в башню Хэйвадай и до сих пор стоит на своём месте. Несмотря на проведённые судебные процессы над японскими военными преступниками, идеология «хакко итиу» не изжила себя окончательно: некоторые организации и деятели продолжают использовать этот лозунг, что классифицируется историками как пример попытки пересмотра истории всей Второй мировой войны.